# Рудня-Вересня
Рудня-Вересня — колишнє село в Україні, за 24 км від ЧАЕС, на правому березі річки Уж, в Іванківському районі Київської області. До аварії на ЧАЕС підпорядковувалося Чорнобильському району (відстань до м. Чорнобиль 13 км).
Час виникнення не встановлений. 1864 року у селі мешкало 119 осіб, а 1887 року — вже понад 200 мешканців, окрім православних мешкало декілька десятків католиків, були і юдеї.
1900 року у власницькому селі (належало Сергію Челищеву) мешкало 319 осіб, що займалися хліборобством. У селі була кузня. Село підпорядковувалося Прибірській волості Радомисльського повіту.
У радянський час, напередодні аварії на ЧАЕС, село підпорядковувалося Черевацькій сільській раді Чорнобильського району. Населення становило 194 мешканці, був 101 двір.
Після аварії на станції 26 квітня 1986 село було відселене внаслідок сильного забруднення, мешканці переселені у села Зрайки та Лобачів Володарського району. Офіційно зняте з обліку 1999 року за відсутністю жителів.
Після Чорнобильської катастрофи село увійшло до 30-кілометрової зони відчуження.
З кінця лютого до 1 квітня 2022 року село було окуповане російськими військами.